# ديمقراطية توافقية
الديموقراطية التوافقية (بالإنجليزية: Consensus democracy) هي نوع من الديموقراطية التمثيلية، إلا أنها تتميز عنها بتراجع أسلوب الصراع السياسي بين الأقلية والأغلبية وتعويضه بالتوافق والحكم الجماعي والأخذ بأكبر عدد ممكن من الآراء وإشراك الأقلية المنتخبة في الحكم أو في السياسات الكبرى.
تسمح الديمقراطية التوافقية للمواطنين بالمشاركة أكثر في تحديد جدول الأعمال السياسي وعملية صنع القرار. أشار البعض إلى مساهمة تطور تكنولوجيا المعلومات والاتصالات في تسهيل عمل مثل هذه الأنظمة. على سبيل المثال: استخدام منصة ديموكراسي أو إس في بوينس آيرس.

## أمثلة
تتجسد الديمقراطية التوافقية في بعض البلدان مثل سويسرا وألمانيا والدنمارك ولبنان والسويد والعراق وبلجيكا، إذ يمثل التوافق سمة مهمة للثقافة السياسية في هذه البلدان بهدف منع هيمنة مجموعة لغوية أو ثقافية واحدة على العملية السياسية. يُستخدَم مصطلح الدولة التوافقية في العلوم السياسية لوصف البلدان التي تملك نظمًا سياسية قائمة على التوافق كهذه. ويمكن اعتبار نموذج الأرض المستصلحة من البحر الهولندي مثالًا على هذه الأنظمة.
تدعو العديد من الأحزاب في لبنان إلى تطبيق الديمقراطية التوافقية بالأخص في أوقات الأزمات.

### كندا
تعمل الحكومات الإقليمية للأقاليم الشمالية الغربية ونونافوت في كندا وفقًا لنموذج التوافق على عكس الأحزاب السياسية المعارضة التي تسود في أماكن أخرى من كندا.

### غيرنزي
تعتمد الحكومة في جزيرة غيرنزي -التابعة لجزر القنال الإنجليزي- النظام التوافقي غير الحزبي. تستخدم غيرنزي أيضًا نظامًا حكوميًا غير وزاري؛ إذ لا يرأس الدوائر الحكومية وزراء يتمتعون بسلطة تنفيذية، بل لجان مؤلفة من خمسة أعضاء. يُنتَخب أعضاء اللجان من قبل برلمان التشاور الذي يضم 40 عضوًا يُمثِّل البرلمان والسلطة التنفيذية معًا. صادق برلمان جزيرة غيرنزي آخر مرة على نظام حكومة التوافق في عام 2002، عندما رفض الأغلبية العظمى اقتراحًا ينطوي على حكومة تعتمد سلطة تنفيذية ومجلس وزراء بدل هذا النظام. أجرت جزيرة غيرنزي آخر التغييرات على نظام حكمها في عام 2004.
تُقتَرح وفق نظام غيرنزي جميع البنود الرئيسة للسياسة على المجلس الذي قد يوافق عليها أو يعدلها أو يرفضها، ويعتمد اختيار معظم البنود على إجماع الأغلبية.
قام جميع المرشحين بحملاتهم الانتخابية بصفتهم مستقلين سياسيين دون أي انتماء لأي حزب في أحدث انتخابات عامة لنواب الشعب. كانت الأحزاب السياسية موجودة من وقت لآخر لكن دون نجاح يذكر.
وقع غالبية أعضاء برلمان غيرنزي خطابًا في عام 2009 يعبرون فيه عن التزامهم المستمر بالحكومة التي تحظى بالإجماع من جانب اللجان ومعارضتهم للحكومة ذات النمط التنفيذي الوزاري.
قرر أعضاء البرلمان في اجتماعهم المعقود في 16 يوليو عام 2009 إنشاء محكمة بموجب قانون محاكم التحقيق لعام 1949 بصيغته المعدلة للتحقيق في وقائع الإضراب الذي قام به رجال إطفاء الحرائق في مطار غيرنزي خلال شهر مايو عام 2009، بما في ذلك الظروف التي حُلَّ فيها النزاع. جاء القرار بعد تقديم طلب مؤرخ في 29 يونيو عام 2009 يلتمس إنشاء محكمة تحقيق موقع من النائب م. م. لوي وسبعة عشر عضوًا آخر من البرلمان بعد فترة وجيزة من التحقيق في الأحداث.
نُشِرَ تقرير محكمة التحقيق في 23 أبريل عام 2010 وتضمن النص التالي: «ينبع الفشل في التعامل مع المشكلة الأساسية التي أدت إلى إضراب رجال الإطفاء من نظام الحكم الذي لا يشجع نهج الشركات أو المسؤولية الجماعية. في رأينا ثمة فشل منهجي في التصرف بطريقة إستراتيجية مشتركة».
بيَّن النقاش حول النتائج التي توصلت إليها المحكمة أن التخطيط المؤسسي والاستراتيجي يرتبط بموضوع العلاقات الصناعية فقط، ولا يملك أي ارتباط بنظام الحكم في الجزيرة.
أشار برلمان الجزيرة في عام 2010 إلى استمرار تأييده لحكم اللجان وتوافق الآراء عندما وافق بأغلبية كبيرة على اقتراح يُحسِّن ترتيبات الحكم بشكل صارم ضمن نظام الحكم الحالي.
انتخب البرلمان مباشرةً بعد الانتخابات العامة لعام 2012 لجنة لمراجعة مدى قدرة الهيئة التشريعية والسلطة التنفيذية على تحقيق نظام حاكم جيد مع التركيز على تطوير السياسات والمساءلة والسياسة التوافقية. طُلِب من اللجنة حينها تقديم تقاريرها إلى البرلمان على مرحلتين قبل نهاية عام 2014.